# Lessard-le-National
Lessard-le-National är en kommun i departementet Saône-et-Loire i regionen Bourgogne-Franche-Comté i östra Frankrike. Kommunen ligger i kantonen Chagny som tillhör arrondissementet Chalon-sur-Saône. År 2022 hade Lessard-le-National 662 invånare.

## Befolkningsutveckling
Antalet invånare i kommunen Lessard-le-National
| Referens: INSEE |